# Palaeomolis amabilis
Palaeomolis amabilis là một loài bướm đêm thuộc phân họ Arctiinae, họ Erebidae.